# Airbus A400M

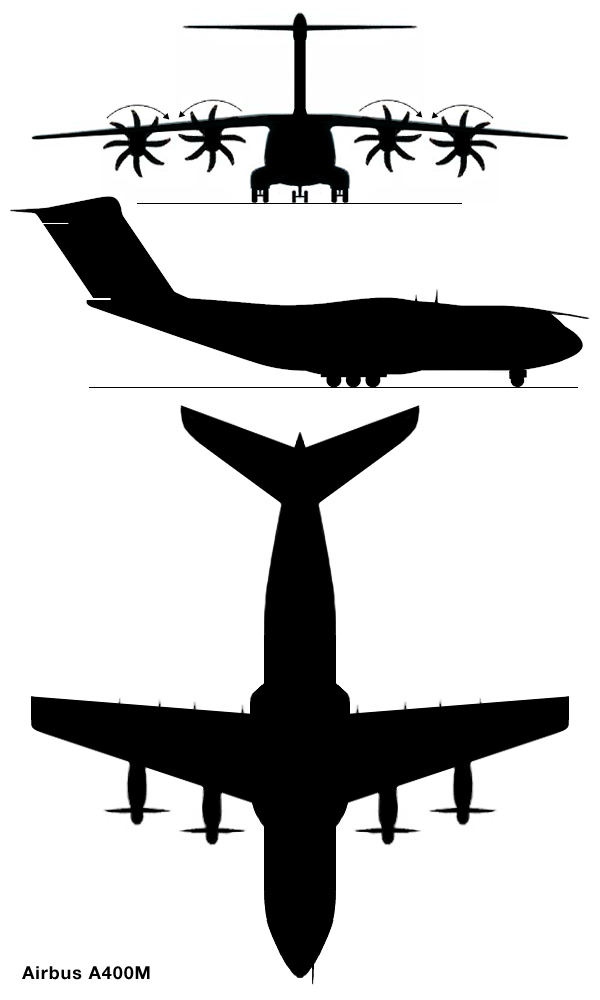
Airbus A400M

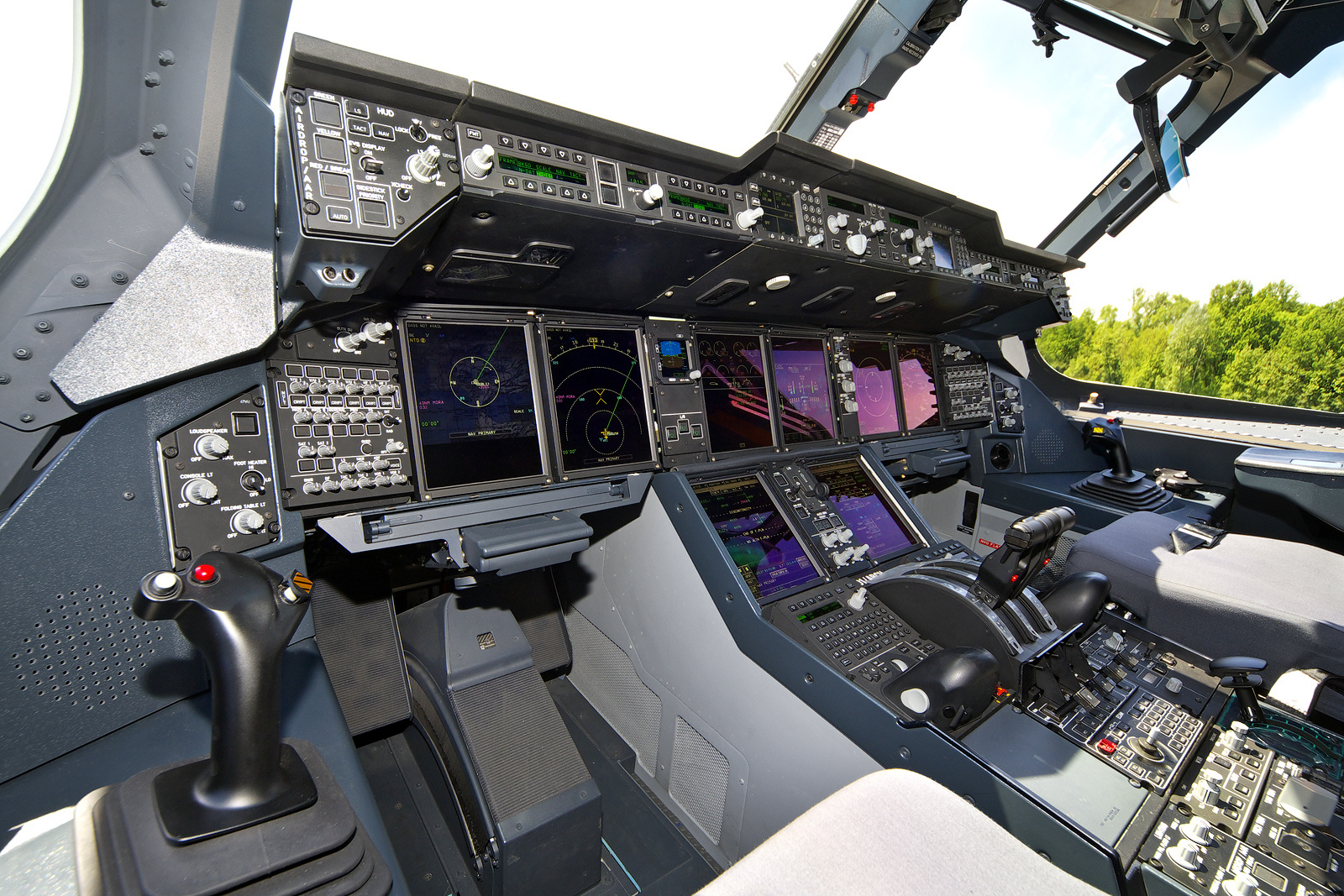
Airbus A400M, Cockpit

Airbus A400M är ett fyrmotorigt militärt transportflygplan som drivs av turbopropmotorer (gasturbiner), med motroterande propellrar, och är det första flygplanet som Airbus tillverkar utan jetmotorer. Flygplanet  som flög för första gången år 2009, har varit i tjänst sedan 2013. Flygplanet tillverkas av Airbus Military, som är ett dotterbolag till Airbus. Dotterbolaget Airbus Military skapades särskilt för uppgiften att producera Airbus A400M. Eftersom flygplanet ganska nyligen tagits i drift, måste de flesta uppgifter om A400M (särskilt avseende dess prestanda) anses som preliminära.
Första flygningen skedde 11 december 2009, från Sevilla 
Totalt skall den testflygas i minst 2700 timmar innan leverans till första kunden (i november 2010 hade den flugit 765 timmar under 230 flygturer), t.o.m april 2011 hade man flugit totalt 1400 timmar under 450 flygturer. Man har vintertestat planet i Kiruna, Sverige.
Man har även provat att släppa fallskärmshoppare från flygplanets bakre lastlucka.

## Historik
Projektet kring Airbus A400M började i slutet av 1980-talet som ett samarbete mellan Belgien, Frankrike, Tyskland, Italien, Luxemburg, Spanien, Storbritannien och Turkiet för tillverkningen av 212 flygplan. Efter det att Italien dragit sig ur projektet blev den totala siffran 180 flygplan med den första flygningen år 2008 och påbörjan av leveranser år 2009. År 2005 gick Sydafrika med i samarbetet efter att man året innan beställt åtta flygplan, som man senare avbeställde. Efter det har Chile och Malaysia lagt beställningar på tre respektive fyra flygplan, vilket innebär att det totala antalet flygplan som kommer att produceras beräknas att bli 187, dock har Storbritannien och Tyskland avbeställt plan, så november 2010 låg antalet på 181.
I juni 2010 flög 3 stycken A400m testflygningar och ett av dessa plan deltog även i Farnborough flygmässa 2010.
Under april 2011 var 4 stycken A400m delaktiga i testflygningar, den 5:e A400m förväntades flyga under hösten 2011.
Man har uppnått 2100 timmar under 684 flygturer i september 2011. Ett problem med motorerna uppstod under Paris La Bourget flygmässa 2011 vilket förhindrade flygning , tillverkaren jobbade på en lösning och fortsatte med testflygningarna.

## Uppdrag
A400M är tänkt som en efterföljare till Lockheed Martin C-130 Hercules och Transall C-160 främst bland de länder som deltar i projektet. Flygplanet är det första militära och civila propellerflygplan som tillverkas av Airbus. Airbus A400M används för en rad militära och humanitära uppdrag. Det transporterar trupper, fordon och tung utrustning både taktiskt och strategiskt. Flygplanet fungerar även som en lufttankningsplattform för stridsflyg och andra flygplan. Vid humanitära insatser levererar det förnödenheter och medicinsk utrustning till katastrofdrabbade områden. A400M används också för evakuering av skadade personer (MEDEVAC), där det kan utrustas med intensivvårdsutrustning. Dessutom har det kapacitet att släppa fallskärmssoldater och materiel från luften och utföra specialoperationer på korta och oförberedda landningsbanor. 

## Produktion
A400M produceras i EADS fabrik i Sevilla i Spanien med början i oktober 2006. Produktionstakten beräknas bli tre flygplan per månad, och den första testflygningen ägde rum under 2009.

## Beställningar
*Avbeställt sin order.
**Minskat sin order.

## Egenskaper

Aktionsradie för A400M med 20 respektive 30 tons last och med Paris som utgångspunkt.

A400M kommer att kunna utföra många olika uppdrag:
- Transport av militärt och civilt gods
- Trupptransport
- Ambulansflyg (MEDEVAC)
- Lufttankning
- Signalspaning

### Tekniska data
- Total intern bränslemängd: 46 700 kg
- Max passagerarantal: 116 fullt utrustade soldater/fallskärmssoldater
- Ambulansflyg: 66 bårar och 25 st vårdare
- Räckvidd med 30 000 kg last: 4 500 km (2 600 nm)
- Räckvidd med 20 000 kg last: 6 600 km (3 750 nm)
- Taktisk startsträcka: 940 m (3 080 ft)
- Taktisk landninsgssträcka: 625 m (2 050 ft)
- Vändradie (på marken): 28,6 m
- Enhetskostnad: cirka 100 miljoner euro

## Olyckor
Den 9 maj 2015  kraschade en Airbus A400M nära flygplatsen i Sevilla i Spanien under ett leveranstest. Flygplanet skulle levereras till Turkiet.